# سیراجویزلر (آماسیه)
سیراجویزلر (به ترکی استانبولی: Sıracevizler) یک منطقهٔ مسکونی در ترکیه است که در آماسیه واقع شده‌است.